# Микроман
Микроман је особа која обавља послове усмеравања микрофона (пецање) ка жељеном извору звука. Да би микрофон био у најповољнијем положају према извору звука, што је битно, у ствари, за квалитет снимака, микроман у свом раду користи ручну или студијску бум пецаљку.
Значај доброг усмерења микрофона према једном или више извора звука, који су често и у покрету, као и стварање звучне перспективе која треба да прати перспективу у слици, од веома је велике важности  за квалитет једног тонског снимка, па је самим тим и улога микромана на филму или телевизији од веома велике важности. 
Уобичајени пут до звања микромана је успешан рад у звању асистента сниматеља звука.